# Villers-Saint-Christophe
Villers-Saint-Christophe è un comune francese di 473 abitanti situato nel dipartimento dell'Aisne della regione dell'Alta Francia.

## Società

### Evoluzione demografica
Abitanti censiti